# 광업권
광업권(鑛業權)이란 광물을 채굴 및 취득하는 권리를 말한다. 대한민국에서는 광업법이 규율한다.

## 판례
- 외국인이 광업권자의 사망으로 인하여 광업권을 공동으로 상속한 경우, 그 외국인을 제외한 나머지 상속인들만이 한 소송수계신청은 부적법하여 그 흠결을 간과한 채 본안판결을 한 원심판결은 위법하나, 그 후 그 외국인이 상속개시일로부터 1년이 경과할 때까지 광업법 제6조 소정의 허가를 받았다는 사실을 인정할 자료가 없다면, 그 외국인은 위 1년이 경과하여 상속받은 광업권에 관한 권리를 상실함 으로써 소송수계를 할 자격을 상실하였으므로, 원심의 소송수계에 관한 하자는 치유되었다.[2]